# Suspine pe stradă
Suspine pe stradă (titlul original: în italiană Molti sogni per le strade) este un film de comedie italian, realizat în 1948 de regizorul Mario Camerini, după un subiect de Piero Tellini, protagoniști fiind actorii Massimo Girotti, Anna Magnani, Dante Maggio și Checco Rissone.

## Conținut
Paolo, un mecanic șomer, se află într-o seară într-un garaj și îi cere în zadar unui industriaș bogat un loc de muncă. Proprietarul garajului îi propune să fure splendida mașină a industriașului. Ei își dau întâlnire pentru a doua zi, dar Linda, soția lui Paolo, vine și ea la locul ales, fiind suspicioasă datorită    unui apel telefonic. Cei doi prieteni trebuie să se resemneze și să o ia cu ei. Ei merg să se întâlnească un om de afaceri dubios, care le promite colaborarea, dar nu reușește să se țină de cuvânt. În timp ce pleacă în căutarea unui alt complice, un accident neașteptat îl obligă pe Paolo să dea unui polițist actele personale și ale mașinii.
Simțindu-se pierdut, Paolo îi mărturisește totul soției sale, care îl roagă să se predea. Scăpând de soția și copilul său, Paolo încearcă să vândă mașina, dar în cele din urmă se răzgândește și o duce înapoi la garaj. Nimeni nu a observat tentativa de furt, dar soția sa hotărâtă să nu și piardă soțul, îl denunță poliției. Mașina, aflându-se acuma în garaj, Paolo neagă că a furat-o vreodată, iar soția sa se preface că a cedat unei crize de gelozie, pentru care l-a turnat. Paolo își găsește un loc de muncă la garaj iar familia este mai unită după această încercare.

## Distribuție
- Massimo Girotti – Paolo Bertoni
- Anna Magnani – Linda Bertoni, soția lui Paolo
- Dante Maggio – Emilio, pritenul lui Paolo
- Checco Rissone – Donato
- Checco Durante – pastorul
- Giorgio Nimmo – Romoletto, fiul Bertonilor
- Luigi Pavese – proprietarul Giulio Carocci
- Idolo Tancredi – Egisto
- Peppino Spadaro – comisarul
- Manlio Busoni – responsabilul cu siguranța publică
- Paolo Ferrari – brigadierul sicilian
- Enrico Glori – preceptorul
- Nadia Niver – fiica lui Egisto
- Ciro Berardi – sor Antonio, măcelarul
- Franco Pesce – lăptarul
- Gino Leurini – băiatul lăptarului
- Dina Romano – ușiera